# Lars Elton Myhre
Lars Elton Myhre (* 17. August 1984 in Gjøvik) ist ein ehemaliger norwegischer Skirennläufer. Er startete in allen Disziplinen und war im Slalom sowie in der Super-Kombination am erfolgreichsten.

## Biografie
Myhre bestritt seine ersten FIS-Rennen im Dezember 1999. Im Februar 2001 wurde er Norwegischer Juniorenmeister im Slalom, ein Jahr später im Riesenslalom. Im Jahr 2002 nahm er erstmals an Juniorenweltmeisterschaften teil und erreichte als bestes Resultat den sechsten Platz im Slalom. Ab der Saison 2002/03 ging Myhre auch im Europacup an den Start. Nachdem er im Slalom zwei gute Ergebnisse erreicht hatte, durfte er am 5. Januar 2003 erstmals im Weltcup starten, scheiterte aber an der Qualifikation für den zweiten Lauf. Bei den Juniorenweltmeisterschaften 2003 erreichte er den sechsten Platz in der Kombinationswertung und den achten Platz im Slalom. Ab Dezember 2003 nahm Myhre regelmäßig an Weltcuprennen teil. In seiner ersten Saison startete er ausschließlich im Slalom und Riesenslalom, holte aber noch keine Punkte. Gute Ergebnisse gelangen ihm bei den Juniorenweltmeisterschaften 2004 in Maribor, wo er die Bronzemedaille in der Kombination gewann und auch in allen anderen Disziplinen unter die besten acht fuhr.
Zu Beginn der Saison 2004/05 gewann Myhre sein erstes Europacuprennen, den KO-Slalom in der Skihalle von Landgraaf, und belegte im Endklassement den sechsten Rang der Slalomwertung. Am 4. Dezember 2005 holte er im Slalom von Beaver Creek, wo er überraschend auf den achten Platz fuhr, seine ersten Weltcuppunkte. Einen Monat später erreichte er den zehnten Platz in der Super-Kombination von Wengen und qualifizierte sich somit für die Olympischen Winterspiele 2006 in Turin. Dort ging er im Slalom an den Start, fiel aber schon im ersten Durchgang aus. Im folgenden Jahr nahm er an den Weltmeisterschaften in Åre teil und belegte als bestes Resultat den zehnten Slalomrang. Ab der Weltcupsaison 2006/07 startete Myhre vermehrt in den schnellen Disziplinen und erreichte zu Saisonende in der Abfahrt von Kvitfjell den zehnten Platz. Im selben Jahr gewann er seine ersten norwegischen Meistertitel in Abfahrt, Super-G und Kombination. Bis 2011 kamen weitere sechs Titel hinzu.
Sein bestes Weltcupergebnis gelang dem Norweger am 29. November 2007 in der Super-Kombination von Beaver Creek, wo er den fünften Platz belegte. Im Dezember verletzte er sich bei einem Sturz im Riesenslalom von Bad Kleinkirchheim am Knie und musste eine mehrwöchige Verletzungspause einlegen. In der Saison 2008/09 erreichte er zwei weitere Top-10-Plätze im Weltcup und belegte im WM-Slalom von Val-d’Isère den elften Rang. Ebenfalls zwei Top-10-Platzierungen gelangen ihm in der Saison 2009/10, im Slalomweltcup schaffte er erstmals den Sprung unter die besten 20. Bei den Olympischen Winterspielen 2010 in Vancouver schied er jedoch in seinen beiden stärksten Disziplinen, dem Slalom und der Super-Kombination, aus und belegte in Super-G und Abfahrt die Plätze 25 und 31. Weniger erfolgreich verlief die Weltcupsaison 2010/11, in der sein bestes Ergebnis der 13. Platz in der Super-Kombination von Bansko war und in der er im Slalom nur zweimal unter die schnellsten 20 kam. Bei den Weltmeisterschaften 2011 in Garmisch-Partenkirchen erzielte er Rang sieben in der Super-Kombination, während er im Slalom Platz 23 belegte. In der Saison 2011/12 erzielte Myhre mit Rang neun im Slalom von Wengen den letzten Top-10-Platz im Weltcup.
Am 20. November 2013 gab Myhre auf Facebook seinen Rücktritt bekannt. Als Grund nannte er lang anhaltende Rückenbeschwerden.

## Erfolge

### Olympische Spiele
- Vancouver 2010: 25. Super-G, 31. Abfahrt

### Weltmeisterschaften
- Åre 2007: 10. Slalom, 15. Super-Kombination, 25. Abfahrt, 35. Super-G
- Val-d’Isère 2009: 11. Slalom
- Garmisch-Partenkirchen 2011: 7. Super-Kombination, 23. Slalom, 35. Abfahrt

### Juniorenweltmeisterschaften
- Tarvisio 2002: 6. Slalom, 16. Kombination, 47. Abfahrt, 66. Super-G
- Briançonnais 2003: 6. Kombination, 8. Slalom, 18. Abfahrt, 19. Super-G, 32. Riesenslalom
- Maribor 2004: 3. Kombination, 4. Slalom, 5. Super-G, 6. Riesenslalom, 8. Abfahrt

### Weltcup
- 9 Platzierungen unter den besten 10

### Weltcupwertungen
| Saison  | Gesamt | Gesamt | Abfahrt | Abfahrt | Super-G | Super-G | Slalom | Slalom | Kombination | Kombination |
| Saison  | Platz  | Punkte | Platz   | Punkte  | Platz   | Punkte  | Platz  | Punkte | Platz       | Punkte      |
| ------- | ------ | ------ | ------- | ------- | ------- | ------- | ------ | ------ | ----------- | ----------- |
| 2005/06 | 72.    | 77     | -       | -       | -       | -       | 33.    | 42     | 19.         | 35          |
| 2006/07 | 78.    | 81     | 42.     | 26      | -       | -       | –      | –      | 19.         | 55          |
| 2007/08 | 69.    | 103    | 37.     | 32      | 48.     | 5       | 58.    | 7      | 18.         | 59          |
| 2008/09 | 57.    | 136    | 56.     | 2       | -       | -       | 29.    | 60     | 15.         | 74          |
| 2009/10 | 48.    | 168    | -       | -       | -       | -       | 17.    | 120    | 23.         | 48          |
| 2010/11 | 84.    | 69     | -       | -       | -       | -       | 40.    | 36     | 24.         | 33          |
| 2011/12 | 82.    | 71     | -       | -       | -       | -       | 29.    | 71     | -           | -           |

### Europacup
- Saison 2011/12: 8. Slalomwertung
- 6 Podestplätze, davon 4 Siege:

| Datum             | Ort       | Land        | Disziplin |
| ----------------- | --------- | ----------- | --------- |
| 25. November 2004 | Landgraaf | Niederlande | KO-Slalom |
| 7. Dezember 2011  | Trysil    | Norwegen    | Slalom    |
| 8. Dezember 2011  | Trysil    | Norwegen    | Slalom    |
| 25. November 2012 | Levi      | Finnland    | Slalom    |

### Weitere Erfolge
- 9 norwegische Meistertitel:
  - 2× Abfahrt (2007 und 2008)
  - 2× Super-G (2007 und 2009)
  - 1× Slalom (2009)
  - 1× Kombination (2007)
  - 3× Superkombination (2009, 2010, 2011)
- 2 norwegische Juniorenmeistertitel (Slalom 2001, Riesenslalom 2002)
- 16 Siege in FIS-Rennen